# Asociación de Críticos de Cine de Washington D.C.
La Asociación de Críticos de Cine de Washington D.C. (WAFCA, Washington D.C. Area Film Critics Association) son un grupo de crítica de cine con sede en Washington D. C., y fue fundada en 2002. La WAFCA está compuesta por casi 50 críticos de prensa, radio, internet, y televisión. Anualmente, el grupo otorga premios a las mejores películas del año, seleccionadas por sus miembros por votación.

## Categorías
- Mejor Película
- Mejor Director
- Mejor Actor
- Mejor Actriz
- Mejor Actor de reparto
- Mejor Actriz de soporte
- Mejor Reparto
- Mejor Guion Adaptado
- Mejor Largometraje animado
- Mejor Dirección de arte
- Mejor Fotografía
- Mejor Documental
- Mejor Película en lengua extranjera
- Mejor Guion Original
- Mejor Banda Sonora
- Mejor Interpretación juvenil

## Récords en premiación

### Películas con más premios
7 Premios:
- La La Land (2016) – Mejor Película, Mejor Director, Mejor Guion Original, Mejor Fotografía, Mejor Montaje, Mejor Diseño de Producción, Mejor Banda Sonora[1]

6 Premios:
- 12 Years a Slave (2013) – Mejor película, Mejor Actor, Mejor Actriz de reparto, Mejor Guion adaptado, Mejor reparto, Mejor Banda sonora[2]
- Nomadland (2020) – Mejor Película, Mejor Director, Mejor Actriz, Mejor Guion Adaptado, Mejor Fotografía, Mejor Montaje[3]

5 Premios:
- Birdman o (la inesperada virtud de la ignorancia) (2014) – Mejor Actor, Mejor Guion original, Mejor Reparto, Mejor Fotografía, Mejor Montaje[4]

4 Premios:
- Boyhood (2014) – Mejor Película, Mejor Director, Mejor Actriz de Reparto, Mejor Interpretación Juvenil[4]
- Eternal Sunshine of the Spotless Mind (2004) – Mejor película, mejor director, Mejor guion original, Mejor reparto[5]
- Inception (2010) – Mejor Guion Original, Mejor Dirección de Arte, Mejor Fotografía, Mejor Banda Sonora[6]
- No Country for Old Men (2007) – Mejor película, Mejor Director, Mejor Actor de reparto, Mejor Reparto
- Roma (2018) – Mejor Película, Mejor Director, Mejor Fotografía, Mejor Película en Lengua Extranjera[7]
- Slumdog Millionaire (2008) – Mejor Película, Mejor Director, Mejor Guion Adaptado, Mejor Actuación Revelación[8]

3 Premios:
- Parásitos (2019) - Mejor Película, Mejor Director, Mejor Película en Lengua Extranjera[9]
- The Social Network (2010) – Mejor Película, Mejor Director, Mejor Guion Adaptado[6]
- Up in the Air (2009) – Mejor Película, Mejor Actor, Mejor Guion Adaptado[10]
- Zero Dark Thirty (2012) – Mejor Película, mejor director, Mejor actriz[11]

2 Premios:
- 21 gramos (2003) – Mejor Actriz, Mejor Actor de reparto[12]
- El Artista (2011) – Mejor Película, Mejor Banda Sonora[13]
- Capote (2005) – Mejor Actor, Mejor guion adaptado[14]
- Crash (2005) – Mejor Guion Original, Mejor Reparto[14]
- La duda (2008) – Mejor Actriz, Mejor reparto[8]
- Dreamgirls (2006) – Mejor Actriz de reparto, Mejor interpretación revelación[15]
- The Fighter (2010) – Mejor Actor de reparto, Mejor actriz de reparto[6]
- The Hurt Locker (2009) – Mejor Director, Mejor reparto[10]
- Hugo (2011) – Mejor Director, Mejor Dirección de Arte
- Malditos bastardos (2009) – Mejor Actor de reparto, Mejor guion original[10]
- Les Misérables (2012) – Mejor Actriz de reparto, Mejor reparto[11]
- Little Miss Sunshine (2006) – Mejor Guion original, Mejor reparto[16]
- El Señor de los Anillos: El Retorno del Rey (2003) – Mejor Película, Mejor Director
- Lost in Translation (2003) – Mejor Actor, Mejor Guion original
- Minari (2020) – Mejor Actriz de reparto, Mejor interpretación juvenil[17]
- Múnich (2005) – Mejor Película, Mejor Director[14]
- Precious (2009) – Mejor Actriz de reparto, Mejor interpretación revelación[10]
- The Revenant (2015) – Mejor Actor, mejor fotografía[18]
- Camino a la perdición (2002) – Mejor Película, Mejor Director[19]

### Actores con más premios
3 Premios:
- George Clooney – Mejor actor: Michael Clayton (2007), Up in the Air (2009) y The Descendants (2011)
- Frances McDormand – Mejor actriz: Three Billboards Outside Ebbing, Missouri (2018), Nomadland (2021) y Mejor reparto: Three Billboards Outside Ebbing,Missouri (2018)

2 Premios:
- Amy Adams – Mejor actriz de reparto: Junebug (2005); Mejor Reparto: La Duda (2008)
- Javier Bardem – Mejor actor de reparto y mejor reparto: No es país para viejos (2007)
- Jamie Foxx – Mejor actor: Ray (2004); Mejor actor de reparto: Colateral (2004)
- Anne Hathaway – Mejor actriz de reparto y mejor reparto: Les Misérables (2012)
- Terrence Howard – Mejor Actuación Revelación: Hustle & Flow (2005); Mejor Reparto: Crash (2005)
- Jennifer Hudson – Mejor Actuación Revelación y Mejor Actriz de Reparto: Dreamgirls (2006)
- Carey Mulligan – Mejor actriz: An Education (2009); Mejor Reparto: Orgullo y Prejuicio (2005)
- Jason Reitman – Mejor guion adaptado: Gracias por fumar (2006) y Up in the Air (2009)
- Aaron Sorkin – Mejor Guion Adaptado: Charlie Wilson's War (2007) & The Social Network (2010)
- Meryl Streep – Mejor actriz y mejor reparto: La Duda (2008)